# 斎藤光
斎藤 光（さいとう ひかる、1915年4月5日 - 2010年7月11日）は、日本のアメリカ文学者、翻訳家。東京大学名誉教授。

## 人物
英文学者斎藤勇の長男として東京府に生まれる。
1939年、東京帝国大学英文科卒業、1940年、東北帝国大学副手、1941年、第四高等学校教授、1946年、第一高等学校教授、1950年、東京大学教養学部助教授、のち教授を務める。1976年、定年退官後は日本大学教授、明星大学教授を歴任、1990年から1997年まで自由学園理事長を務める。
1991年、勲三等旭日中綬章受章。
2010年7月11日、肺炎のため死去。95歳没。墓所は多磨霊園。

## 家族
- 父・斎藤勇 (イギリス文学者)
- 母・文子（富美子） - 河本重次郎の二女[3][4]
- 弟・斎藤眞 - 東京大学名誉教授（アメリカ史）。
- 妻・綾子 - 東大名誉教授高木八尺の娘。東京女子大学英文科卒。[3]
- 長女・燿子 - 労働省官僚・財団法人産業雇用安定センター理事長・藤村誠の妻。国際基督教大学卒。[3]

## 著書
- 『エマソン』（研究社出版、新英米文学評伝叢書） 1957、1969ほか

### 共著・編著
- 『アメリカの文学と生活』（東京創元社） 1958
- 『アメリカ文学史』（大橋健三郎共編、明治書院） 1971
- 『シンクレア・ルイス』（編、研究社出版、20世紀英米文学案内13） 1975
- 『総説アメリカ文学史』（大橋健三郎, 大橋吉之輔共編、研究社出版） 1975

## 翻訳
- 『アメリカの学者』（ラルフ・ウォルドー・エマソン、高木八尺共訳、新月社） 1947
- 『リンコーン演説選』（高木八尺共訳、新月社） 1948、のち改題『リンカーン演説集』（岩波文庫）
- 『亡き妻フィービ』（セオドア・ドライサー、南雲堂） 1960、1972
- 『自然について』（日本教文社、エマソン選集1） 1960、新版 1996
- 『美について』（日本教文社、エマソン選集5）
- 『アメリカ文化入門』（ジョゼフ・J・クワイアット, メアリ・C・ターピー共編、本間長世共訳、時事通信社） 1963
- 『黒い笑い』（シャーウッド・アンダソン、八潮出版社） 1964
- 『アメリカを変えた本』（ロバート・B・ダウンズ、本間長世共訳、研究社出版） 1972
- 『アメリカのアダム 19世紀における無垢と悲劇と伝統』（R・W・B・ルーイス、研究社出版） 1973
- 『超越主義』（エマソン他、研究社出版、アメリカ古典文庫17） 1975

## 脚註
1. ↑  「秋の叙勲　勲三等以上および在外邦人、帰化邦人、在日外国人、外国人の受章者」『読売新聞』1991年11月3日朝刊
2. ↑  【訃報】 斎藤光氏 産経新聞 2010年7月12日閲覧 Archived 2010年7月19日, at the Wayback Machine.
3. 1 2 3  『人事興信録』38版上、斎藤光の項
4. ↑  河本重次郎『人事興信録』第8版 [昭和3(1928)年7月]